# 八百八町夢日記
『八百八町夢日記』（はっぴゃくやちょうゆめにっき）は、日本テレビ系にて1989年10月10日から1990年10月2日、1991年10月8日から1992年9月15日にかけて毎週火曜日20:00 - 20:54に放送された時代劇シリーズ。製作はユニオン映画。第1シリーズ第10話までの副題は「隠密奉行とねずみ小僧」。同局で放送された『長七郎江戸日記』の第2シリーズ後に当作の第1シリーズ、同じく第3シリーズ後に当作の第2シリーズがそれぞれ放送された。なお、『長七郎江戸日記』と同じスタッフが製作に携わっている。
主演は実在した町奉行・榊原忠之を演じる里見浩太朗と鼠小僧を演じる風間杜夫。主題歌（エンディング曲）は第1シリーズ・第2シリーズとも里見が歌っている。作中では相馬大作事件・仙石騒動など、忠之が実際に関与した天保時代の事件も取り上げられた（スペシャル版の「みちのく忠臣蔵」が相馬大作事件、「国盗り夢物語」が仙石騒動を扱っている）。

## 作品解説

### あらすじ
天保年間・1830年代、江戸の町を騒がせた義賊・鼠小僧次郎吉が江戸北町奉行・榊原主計頭（かずえのかみ）忠之の指揮によって捕らえられ、公衆の面前で処刑された。しかしこれは信頼できる手駒を欲していた榊原の策で、次郎吉は処刑されていなかった。榊原は次郎吉に、江戸の町にはびこる犯罪に対して隠密捜査を行うことを約束させる。浪人や役者などに変装する榊原と、三郎三（さぶろうざ）と名を変え絵双紙屋として振る舞う次郎吉の2人は、協力して捜査を続けていくことになる。
『長七郎江戸日記』が徳川の血筋で悪党達を圧倒する『水戸黄門』型の勧善懲悪ものだったのに対し、当作では町奉行が自ら隠密捜査をするという『遠山の金さん』型の勧善懲悪ものとなっている。

### オープニング
第1シリーズの初回スペシャルは「時に天保3年・1832年5月5日、希代（稀代）の兇盗・鼠小僧もかくて捕らえられた。だが、それは終わりではなかった。一つの壮大な物語の始まりだったのである。」というナレーションである。また、第2シリーズの初回スペシャルは「天保年間、世に蔓延る悪に向かって二人の男が挑戦状を叩きつけた。時の北町奉行・榊原主計頭忠之と鈴ヶ森で処刑されたはずのねずみ小僧次郎吉である。」というナレーションである。この2つの回以外の第1シリーズ第11話から第14話と次郎吉が登場しなかった第15話から第19話を除き、「天保年間（・1830年代）、世に蔓延る悪に向かって二人の男が挑戦状を叩きつけた。時の北町奉行・榊原主計頭忠之と榊原の手で処刑されたはずのねずみ小僧次郎吉である。」というナレーションが入る。
※第1シリーズでは1830年代が省略される回がある。また、第1シリーズでは1830年代を「せんはっぴゃくさんじゅうねんだい」、第2シリーズでは「いっせんはっぴゃくさんじゅうねんだい」とそれぞれ読んでいる。

### 物語の流れ
小料理屋の女将・おりん（第1シリーズ）・おつや（第2シリーズ）と次郎吉が犯罪者の身辺を捜索し、小料理屋で榊原に報告する。その報告を受けた榊原が浪人・榊夢之介として犯罪者の仲間になったふりをしてさらに詳細な情報を探る。捜査において夢之介は内部者に不審がられて襲われたりその不信を解くために町奉行の手先（事情を知る観音寺や八田）と戦うが、その際に「夢」と書かれた鉄扇を用いる。
証拠を掴んだ後、榊原は町奉行としての捕り物の正装で犯罪者グループの黒幕の屋敷へ単身で乗り込む。黒幕達が部屋で会話しているところへ榊原の声が響き、誰何する黒幕達に向かって「北町奉行・榊原主計頭忠之。」と名乗る。
悪事を追及された黒幕達はシラを切るが、榊原は「いい加減にしねぇか、悪党ども！」の台詞とともに鉄扇を黒幕に投げつける（その際、黒幕や悪徳商人が鉄扇で髷を切られてざんばら髪になることが多い）。また、いきなり部屋のロウソクや誘拐した人質を斬ろうとする悪党の手や顔などに鉄扇を投げつけるパターンもある。鉄扇に書かれた「夢」で榊夢之介であることに気付いた黒幕達を、榊原は「人の命を弄んだ貴様らに、もはや見る夢は無いのだ。神妙に縛につけ！（もしくは「観念せい！」）」と一喝するが、それでも襲いかかろうとする悪党に「関わり無き者は去れ！さもなくば…斬る！」と決め台詞を吐く（黒幕の部下、家中であるが悪事に加担しなかった者、金銭で雇われた浪人などがこの時点で退散・または途中で退散する場合もある）。
悪党や黒幕共を成敗した後、第1シリーズでは成敗されず退散しようとする悪人（主に悪徳商人や悪医者など）を捕縛し（全員成敗する場合もある）、第2シリーズではスペシャル以外は全員成敗する大団円となる。なお、奉行といえど直接手を下せない大物は、後日若年寄などから切腹などが申し渡される。

### 劇中音楽
劇中の音楽は、かつて川村栄二が担当した同じ日本テレビ系の銭形平次（風間杜夫版）、五稜郭からの流用もある。また、劇中音楽は『闇を斬る!大江戸犯科帳』でも流用された。

### 劇伴BGM・効果音
劇伴BGM・効果音では一部『水戸黄門』『大岡越前』『江戸を斬る』『雪姫隠密道中記』『遠山の金さん』『長七郎江戸日記』『あばれ八州御用旅』と同じものが使用されている。

### 登場人物
第1シリーズでは小料理屋「はの字」の女将・おりん（中原理恵）、第2シリーズでは同じく小料理屋「えんま」の女将・おつや（中田喜子）の店が、榊原・次郎吉の打ち合わせの場所となり、場合によって（女性にしか入れない場所など）おりんやおつやも隠密捜査に加わる。この3人の関係を知る者は他に町奉行所の与力で口うるさい観音寺伝蔵（長門裕之）と少々抜けてはいるが正義感にあふれる若き同心・八田真四郎（船越栄一郎）、それに小料理屋の板前で第1シリーズではおりんに惚れている元盗賊の平吉（森川正太）、若年寄・林備前守（佐藤慶）、第2シリーズではおつやの父でやはり元盗賊の五郎八（名古屋章）のみである。次郎吉の恋女房お初（未來貴子）も3人の関係を知らなかった。

## スタッフ

### 第1シリーズ
1989年10月10日 - 1990年10月2日（全34話＋スペシャル4話）
- 企画：須永元（日本テレビ）、松岡明
- 脚本： 小川英、胡桃哲、中野顕彰、鈴木生朗、山田貴美子、蔵元三四郎、和久田正明、名倉勲、井川公彦、安藤日出男、渡辺良二、佐藤五月
- 音楽：川村栄二
- 監督：齋藤光正、山下耕作、原田雄一、金鐘守、松尾正武、上杉尚祺、小澤啓一
- 特技：宍戸大全
- 振付：花柳芳次郎（第3話）
- 撮影：小林善和、萩屋信、都築雅人、平山善樹、片山顕
- 照明：伊勢晴夫、畑下隆憲、大谷康郎、岩見秀夫、武邦男、佐々木政一
- 録音：面屋竜憲、木村均、西村良、小金丸輝貴、中川清、神戸孝憲
- 美術：高見哲也、三浦鐐二、塚本隆治、井川徳道
- 記録：内藤幸子、野口たき子（野口多喜子）、西野敏子、牛田二三子、小川加津子、西村直美
- 編集：河合勝巳
- 整音：加藤正行
- 助監督：井上泰治、梅原重行、佐藤晴男、佐野陽一、渡辺譲、喜田川隆義
- 擬斗：菅原俊夫、上野隆三、谷明憲、土井淳之祐（東映剣会）
- 衣裳：米田稔
- 装置：和田順吉、増田道清
- 装飾：三木雅彦、長谷川優市呂
- 小道具：高津商会
- 火薬操作：笠井伴夫（SP-3）
- 騎馬：岸本乘馬センター
- 美粧結髪：東和美粧
- かつら：山崎かつら
- 計測：原田国一、長谷川光徳、望月真寿夫
- 演技事務：山下義明
- ナレーター：左右田一平
- スチール：深野隆
- 広報担当：難波佐保子
- 進行（第20話まで） → 進行主任（第21話以降）：進藤盛延、宮崎俊弥
- 邦楽監修：中本哲
- 舞踊振付：若柳加織里（第37話）
- プロデューサー補：西牟田知夫
- 協力：銘木 樹輪舎（第4話）
- 制作担当：山田勝
- 協力：京都・大覚寺
- 現像：IMAGICA
- プロデューサー：今井正夫、内堀雄三
- 協力：六本木オフィス
- 制作協力：東映太秦映像
- 製作：ユニオン映画

初回スペシャル「夢を追って」（1989年10月10日）
年末スペシャル「一千両の大勝負」（1989年12月26日）
春季期首スペシャル「天保鬼ヶ島」（1990年4月3日）
最終回スペシャル「おりん無惨!今蘇る関ヶ原の戦い」（1990年10月2日）

### 第2シリーズ
1991年10月8日 - 1992年9月15日（全34話＋スペシャル2話）
- 企画：須永元（日本テレビ）（SP-1～第20話）、岡部英紀（第21話～第34話）（日本テレビ）、松岡明
- 脚本：小川英、井川公彦、和久田正明、胡桃哲、鈴木生朗、山田貴美子、蔵元三四郎、南賀明子、名倉勲、北川哲史、石村嘉子、中野顕彰、元生茂樹
- 音楽：川村栄二
- 監督：金鐘守、齋藤光正、松尾正武、小澤啓一、関本郁夫、井上泰治、矢田清巳、原田雄一
- 撮影：萩屋信、片山顕、平山善樹、小林善和、赤塚滋、都築雅人、村野信明、原田裕平
- 照明：佐々木政一、大谷康郎、畑下隆憲、伊勢晴夫、武邦男、岩見秀夫
- 録音：木村均、面屋竜憲、小金丸輝貴、中川清、神戸孝憲、田中峯生、田辺義教
- 美術：高見哲也、三浦鐐二、塚本隆治、稲野實、鈴木孝俊、栗崎元成、辻野大
- 記録：森村幸子、西村直美、中田英子、野口たき子、西野敏子、川島庸子、内藤幸子、牛田二三子、小川加津子、佐伯直
- 編集：玉木濬夫（SP-1）、荒木健夫（第1話～第26話）、藤原公司（第27話～第34話）
- 整音：加藤正行
- 助監督：喜田川隆義、井上泰治、久島和也、佐野陽一、佐藤晴夫、渡辺譲、梅原重行、和田圭一
- 擬斗：上野隆三（東映剣会）
- 衣装：米田稔
- 装置：水谷好孝、野本志郎、和田順吉、増田道清
- 装飾：三木雅彦、長尾康久
- 小道具：高津商会
- 騎馬：岸本乗馬センター
- 美粧結髪：東和美粧
- かつら：山崎かつら
- 進行：木岡敦、釣田泰、宮崎俊弥、松田渡
- 計測：新宮誠、長谷川光徳、原田国一、望月真寿夫、作村龍二
- 演技事務：山下義明、西村尚三
- ナレーター：小林昭二
- スチール：深野隆
- 広報担当：難波佐保子
- 進行主任：進藤盛延
- 邦楽監修：中本哲
- 能指導：掛川昭二（第4話）
- 特技：宍戸大全
- 制作担当：山田勝
- 協力：京都・大覚寺（第4話までは京都 大覚寺表記）、粟生・光明寺（第11話、第27話）、ホテル 嵐亭（第14話、第30話）、元離宮・二條城（SP-2）
- 現像：IMAGICA
- プロデューサー：西牟田知夫（日本テレビ）（SP-1～第26話）、加納譲治、今井正夫
- プロデューサー補：大澤雅彦（日本テレビ）（第29話～第34話）
- 協力：劍企画
- 制作協力：東映太秦映像
- 製作：ユニオン映画

初回スペシャル「みちのく忠臣蔵」（1991年10月8日）
春スペシャル「国盗り夢物語」（1992年3月24日）

## キャスト

### 両シリーズ出演
- 榊原忠之（さかきばら ただゆき） / 榊原主計頭忠之（第2シリーズでの表記）：里見浩太朗

北町奉行。普段は「榊夢之介」としてムシリに黒の着流しの浪人姿で「はの字」・「えんま」にやって来る。お松・お杉からは親の代から貧乏な浪人暮らしで道場破りや用心棒、風来坊で生活している浪人と思わせている。第1シリーズでは火薬のエキスパート（第2話）、女形役者（第3話）、上方商人（第5話）、新内流し（第7話）、お尋ね者（第10話）、博打（第13話、第19話）、「ねの字」凶賊の一味（第14話）、渡世人（第15話）、三河田原藩士（第17話）、神田で仏具商を営む萬屋（第18話）、板前（第20話）、能役者（第22話）、高輪の口入れ屋（第23話）、加賀の廻船問屋・榊屋のせがれ（第24話）、？（第28話）、旗本の次男坊風（第29話）、第2シリーズでは中乗り（第3話）、医者・佑庵（第4話）、松花堂の番頭（第8話）、品の良い年寄り（第12話）、大坂の鴻池の大旦那（第14話）、江戸の闇の世界を仕切っている男（第16話）、御家人（第18話）、飾り職人（第22話）、蘭方医崩れ（第30話）に変装しているが、特定の人物になりすます場合を除いてどの姿の時も「榊夢之介」あるいは「夢之介」と名乗る。
上述しているように榊原は実在の人物であり、主計頭（かずえのかみ）も実際に授与された官位。また、鼠小僧の裁きを行った史実もある。当該リンクも参照されたい。
- 八田真四郎（はった しんしろう）：船越栄一郎

北町同心。設定年齢25歳。正義感があるのだが、ドジを踏んだり、意気込みばかりで空回りしてたりと何かと冴えないが、やるときはやるタイプ。榊原の隠密捜査にボヤクときがある。祖母と暮らしており母親は病死、父親も北町同心で心臓が悪く病死したと思われていたが、第1シリーズ第17話で毒薬を飲まされていたことが発覚し、榊原に仇を討たせてもらった。第2シリーズでは見習い同心の木崎と共にえんまを訪れた際に夢之助と鉢合わせする度にあたふたさせらせている（同心達は北町奉行の榊原の顔を知っているので誤魔化しようがないため）。
- 観音寺伝蔵（かんのんじ でんぞう）：長門裕之（第1シリーズSP-1「夢を追って」、第2話～SP-4「おりん無惨!今蘇る関が原の戦い」、第2シリーズSP-1「みちのく忠臣蔵」～第7話、第9話～第22話、第25話～第34話）

内与力。いつも榊原の隠密捜査を心配しており、やたらと八田を怒鳴っているが部下思い。妻とは死別しており、娘がいる（第1シリーズ第22話）。
- ねずみ小僧／ねずみ小僧次郎吉（－ じろきち）（第2シリーズでの表記）：風間杜夫（第1シリーズSP-1「夢を追って」～第14話、第16話（回想シーン）、第20話～SP-4「おりん無惨!今蘇る関が原の戦い」、第2シリーズ）

義賊。榊原に実力を買われて「三郎三」として人形町で絵草子屋かぶき屋を営む。義賊であることに誇りを持ち、第1シリーズ第2話では、人名救助のためとはいえ殺人を犯してしまい深く落ち込むことがあり、以来「殺生だけはしない」と心に誓っていたが、「おりん無残」（第1シリーズSP-4）で誓いを破りおりんを死に追いやった刺客を自ら手にかけた。第1シリーズ第14話で両親を殺された娘を親戚がいる長崎まで送るため、しばらく江戸を離れていた（これは風間のスケジュールの関係も絡んでいた）。第2シリーズからはSP-1「みちのく忠臣蔵」でお初の死後、孔雀長屋に引っ越す。また、第1シリーズ・第2シリーズとも皆から「三郎三」や「三の字」と呼ばれている。
- 八田はな（はった はな）：風見章子（第1シリーズSP-1「夢を追って」、第17話、第2シリーズ第15話ほか複数回出演）

真四郎の祖母で、彼の唯一の親族。

### 第1シリーズ出演
- おりん：中原理恵

両国「はの字」の女将。同心だった父親の秋山（小笠原弘）を盗賊に殺されるが、榊原に仇を討たせてもらった恩から仲間になる。捜査の際は黒の着物を着用するが、第3話では青装束で人質となっていたお初を救出していた。最終回スペシャルで大奥への潜入捜査を行った際に刺客の刃を受け、三郎三と平吉に救出されるも息を引き取る。
- 平吉：森川正太（SP-1「夢を追って」～第6話、第8話～SP-2「一千両の大勝負」、第12話～SP-4「おりん無惨!今蘇る関が原の戦い」）

「はの字」の板前。唐獅子の甚兵衛配下の元盗賊。おりんに惚れているため、夢之介や三郎三を目の敵にして罠を仕掛けたりするが、成功することはなかった。第14話でかつての盗賊仲間が強盗殺人を犯していることを知り、独自の調査をしていたときに偶然にも隠密捜査をしていた榊原を目撃したことがきっかけで、三郎三の正体を知った後は仲間になる。
- お松：立原ちえみ

「はの字」の店員。設定年齢19歳。父親は漁師だったが、13歳のときに行方不明となり、弟と妹を養うために江戸へ来た（第23話）。平吉と独特の掛け合いをしたりする。
- お初：未來貴子（第1シリーズSP-1「夢を追って」～第11話、第13話～第14話、第16話、第20話、SP-3「天保鬼ヶ島」～第24話、第27話～第29話、第32話～第33話、SP-4「おりん無惨!今蘇る関が原の戦い」、第2シリーズSP-1「みちのく忠臣蔵」）

次郎吉の女房。第1シリーズSP-1「夢を追って」で次郎吉と祝言を挙げ、絵草子屋かぶき屋を営む。次郎吉を深く愛しており、第2話では捜査に協力したことがある。第2シリーズSP-1「みちのく忠臣蔵」で津軽藩と南部藩の騒動を利用していた黒幕たちによって殺される。
- 中塚：左右田一平（SP-1「夢を追って」、SP-2「一千両の大勝負」）

北町奉行所同心。スペシャル二作品のみ登場。
- 林備前守：佐藤慶（SP-1「夢を追って」、SP-2「一千両の大勝負」、SP-3「天保鬼ヶ島」、SP-4「おりん無惨!今蘇る関が原の戦い」）

榊原の上役の若年寄。スペシャルのみ登場。

### 第2シリーズ出演
- おつや：中田喜子（SP-1「みちのく忠臣蔵」～第8話、第10話、第12話、第14話～第15話、第17話～第34話）

五郎八の娘。母の病気を治したい一心から恋仲だった清吉を振って米問屋の御曹司の元に嫁ぐも、半年後にその御曹司は病死。家に戻された後「えんま」の女将となる。父同様、榊原に情けをかけられ仲間になる。
- お杉：中村綾

「えんま」で働く女中。上総の出身で故郷に大勢の兄弟がいる（第12話）。五郎八、おつやの隠密行動に協力することもあるが、彼らと夢之介たちの裏の関係は一切知らない。
- 五郎八：名古屋章

深川「えんま」の板前兼主人。元大工だったが、妻の病気を治したい一心から甚左の手下の盗賊となり、榊原に情けをかけられたことから密偵として働く。涙もろい。
- 木崎：高橋浩二朗（第4話、第8話、第19話、SP-2、第24話、第27話）

北町奉行所の見習い同心。八田の部下。
- 甚左：浜田寅彦（第2話、第6話、第34話）

五郎八が盗賊だった頃の頭。「とっつぁん」と呼ばれるほどの義賊で義理がたい。千里眼の持ち主でもあり、五郎八が盗賊から足を洗ったことや榊原の密偵となっていることも見抜くほど。最終話で凶賊・五月雨の紋蔵一味に捕えられ、拷問の末に息を引き取った。

## 主題歌
どちらも里見浩太朗が歌唱。両シリーズのオープニングテーマも主題歌をアレンジしたショート＆インストゥルメンタルバージョンである

### 第1シリーズ
恋草子（ワーナーパイオニア）
- 作詞：小椋佳　作曲：TAI　編曲：桜庭伸幸

### 第2シリーズ
夢がたり（ソニー・ミュージックエンタテインメント）
- 作詞：たきのえいじ　作曲：市川昭介　編曲：前田俊明

## 放送リスト
※第1シリーズのみクレジットタイトルにゲストの役名が記載されないため、第1シリーズのゲストの役名は当て字（その他同様、役名の記述は一部間違っている可能性あり）。

### 第1シリーズ
| 話数   | 放送日          | サブタイトル                  | 脚本               | 監督     | ゲスト |
| ------ | --------------- | ----------------------------- | ------------------ | -------- | --- |
| SP-1   | 1989年 10月10日 | 夢を追って                    | 小川英、胡桃哲     | 齋藤光正 | ジュアン：加納竜、おしん：竹井みどり、桐山将監：中野誠也、大和屋弐左衛門：青木義朗、大河内加賀守：御木本伸介、中塚：左右田一平、国松：うえだ峻、友三：金子研三、仁助：川口啓史、かわら版売り：桂才賀、牢名主：徳田興人、寺田安房守：国田栄弥、罪人：阿波地大輔、大和屋の用心棒：石倉英彦、青山左馬助：中村錦司、大和屋の用心棒：遠山二郎、罪人：広瀬義宣、源太：中嶋俊一、大和屋の用心棒：木谷邦臣、罪人：小峰隆司、惣兵衛：波多野博、疋田泰盛、相良武雄、松本潤一、司裕介、大矢敬典、藤沢徹夫、細川純一、高谷舜二、永居光男、畑中伶一、志茂山高也、奈波登志子、小島祐美、和気千枝、和歌林三津江、福本清三（ノンクレジット） |
| 第1話  | 10月17日        | 娘たちを追って                | 小川英、中野顕彰   | 山下耕作 | 繁蔵：谷村昌彦、山形屋藤兵衛：高城淳一、白河若狭守：田中浩、山形屋番頭：野口貴史、大石：出水憲司、田中弘史、端田宏三、林美里、武田京子 |
| 第2話  | 10月24日        | 命を賭けて                    | 小川英、胡桃哲     | 山下耕作 | 千太郎：小野進也、おとき：山下智子、高坂由良之介：川辺久造、松村：岩尾正隆、白井滋郎 |
| 第3話  | 10月31日        | 盗っ人ざんげ                  | 鈴木生朗           | 原田雄一 | 長井石舟：戸浦六宏、五十嵐剛蔵：伊吹剛、お波の方：小野さやか、松村真弓、白川浩二郎、森山陽介、壬生新太郎、笹吾朗、木下通博、小谷浩三、中川健次、重信行、河田洋志、玉生賢次 |
| 第4話  | 11月7日         | 空蝉が飛んだ                  | 小川英、山田貴美子 | 原田雄一 | おはん：根本りつ子、三倉屋宗次郎：北村総一朗、戸部新十郎：外山高士、おはんの父：浜田雄史、中西宣夫、北原将光、日高久、佐々山洋一、邦保、中村正、広岡善四郎、安岡真智子、多々納斎、加藤重樹、高並功、藤長照夫、辻香次郎、星野美恵子 |
| 第5話  | 11月14日        | 情けをかけて                  | 小川英、蔵元三四郎 | 齋藤光正 | 伊助：平泉成、お鶴：市丸和代、佐伯新之助：小林勝彦、菱屋茂兵衛：山本清、小西隼人正：下元年世、備前屋：波多野博、入江慎也、藤沢徹夫 |
| 第6話  | 11月21日        | 女賊の恋                      | 和久田正明         | 齋藤光正 | 夜叉のおせん：一柳みる、三田村采女：鹿内孝、お熊：絵沢萌子、おなつ：北見青子、天馬の五郎蔵：大木正司、三田村の用人：芝本正、松田明、大木晤郎、井上茂、大矢敬典、福本清三、峰蘭太郎、小船秋夫、紅萬子 |
| 第7話  | 11月28日        | 闇の顔役                      | 鈴木生朗           | 金鐘守   | 戸崎小平太：辻萬長、丁字屋清兵衛：高野真二、同心・秋山(おりんの父)：小笠原弘、お銀：田中綾子、木谷邦臣、浅田祐二 |
| 第8話  | 12月5日         | 強請                          | 名倉勲             | 松尾正武 | 卍屋徳兵衛：遠藤太津朗、卍屋の用心棒：浜田晃、佐久間監物：波田久夫、巴屋利助：疋田泰盛、卍屋番頭：玉生司朗、お京：大宰由美子、桑田範子、ジャンボ源治、池田収、林哲夫、松原健司 |
| 第9話  | 12月12日        | 我が子を思いて                | 小川英、蔵元三四郎 | 松尾正武 | おかな：菅井きん、政吉：吉田次昭、猪瀬半三郎：原口剛、万屋宗右衛門：江見俊太郎、大屋：藤沢薫、久助：阿波地大輔、勘三：大河内広太郎 |
| 第10話 | 12月19日        | おりん慕情                    | 小川英、胡桃哲     | 金鐘守   | 秀之助：並木史朗、良円：上田忠好、小田島弾正：西山辰夫、弥助：三田村賢二、舟木：楠年明、盗賊：石倉英彦、半次：小峰隆司、加賀美：木下通博、勝造：遠山二郎、柴田善行 |
| SP-2   | 12月26日        | 一千両の大勝負                | 小川英、蔵元三四郎 | 原田雄一 | 小柄の仁吉：高岡健二、桔梗のお仙：池波志乃、お菊：三浦リカ、善七：島田順司、田所能登守：亀石征一郎、甚九郎：金井大、中塚：左右田一平、田所の用人：山下洵一郎、捨六：草薙良一、笹山の勝蔵：益富信孝、お千代：安間千紘、霞の五兵衛：浜伸二、善七の手下：伝法三千雄、すっ飛びの才次：端田宏三、盗賊：白川浩二郎、桐山十兵衛：波多野博、志茂山高也、大矢敬典、白井滋郎、福中勢至郎、高橋弘志、浜田隆広、吉田信夫、岡田和範、畑中伶一、石井洋充、池田弘治、西村麻未 |
| 第11話 | 1990年 1月9日   | 夫婦舟浮き沈み                | 小川英、山田貴美子 | 金鐘守   | お甲：山本みどり、市太郎：横光克彦、川窪藤十郎：西沢利明、村瀬十四郎：中田博久、角兵衛：阿木五郎、冬樹要助：有川正治、村瀬の用心棒：武井三二、疋田泰盛、窪田弘和、ホープ豊、床尾賢一、森あつ子、田野由紀子、山田永二 |
| 第12話 | 1月16日         | 最後の賭け                    | 小川英、中野顕彰   | 金鐘守   | 森山左内(先生)：長谷川明男、坊さん：木場勝己、田崎竜之助(青二才)：鈴木喜勝、木下主膳：黒部進、秋田屋：中田浩二、森山雪：宮田圭子、杉田郁、中西宣夫、河本忠夫、永居光男、星野美恵子、谷口公洋、田中千絵 |
| 第13話 | 1月23日         | 幻の旅路                      | 和久田正明         | 松尾正武 | 花木源之丞：清水健太郎、堀留の鹿蔵：森塚敏、黒川主膳：勝部演之、花木大江進：永井秀明、花木ひづる：麻生美衣、黒川の用人：出水憲司、評定所留守居役：浜田雄史、奈良平：広瀬義宣、鮫三：小船秋夫、花木新吾：西尾塁、女将：小柳圭子、河本チフミ、及川潤 |
| 第14話 | 1月30日         | ねの字小僧参上                | 小川英、胡桃哲     | 松尾正武 | 島田要十郎：清水章吾、お春：塙紀子、般若の政：片桐竜次、友造：坂田金太郎、弁蔵：小田部通麿、唐獅子の甚兵衛：重久剛一、弁蔵の子分：箕和田良太、文造：宮城幸生、志茂山高也、鈴川法子 |
| 第15話 | 2月6日          | 若同心よ胸で泣け              | 鈴木生朗           | 齋藤光正 | おぶん：菊地陽子、因州屋藤八：穂積隆信、鳥越の清五郎：深水三章、又蔵：清水宏、内海小太夫：波田久夫、太田屋六兵衛：田中弘史、井上茂、有島淳平 |
| 第16話 | 2月13日         | 次郎吉を愛した女              | 小川英、中野顕彰   | 齋藤光正 | お才：蜷川有紀、新田主膳：菅貫太郎、牛若の虎蔵：内田勝正、巳之吉：伊東達広、源八：三角八朗、中屋の番頭：山村弘三、お静：小野沢知子、遠山金次郎、福中勢至郎、𠮷見謙一、竹井雅文、清家三彦 |
| 第17話 | 2月20日         | 父は強かった                  | 小川英、井川公彦   | 齋藤光正 | 神山正庵：山本亘、間部伊予守義弘：北村総一朗、峰次：内田稔、間部の用人：唐沢民賢、八田房之助：楠年明、浪人：笹木俊志、山路左近丞：国田栄弥、藤沢徹夫、大矢敬典、小坂和之、奔田陵、藤長照夫、柴田善行、畑中伶一、島崎美樹、丹羽美津子、はな：風見章子 |
| 第18話 | 2月27日         | 最後の涙                      | 名倉勲             | 金鐘守   | およし：友里千賀子、巳之吉：三ツ木清隆、土屋大炊頭：幸田宗丸、むささびの茂助：重久剛一、鎌田重蔵：福本清三、くちなわの定八：石倉英彦、疋田泰盛、岩井田浩己 |
| 第19話 | 3月6日          | 涙雨、おんな暦                | 安藤日出男         | 松尾正武 | お千代(通り雨のおきぬ)：芦川よしみ、お八重：北原佐和子、津久田甲斐：御木本伸介、伊勢屋清兵衛：長谷川弘、石川頼母：芝本正、千代田進、八汐路佳子、中間：大木晤郎、津久田の配下：木谷邦臣、大身の武士：遠山金次郎、風間十郎太：五十嵐義弘、大家：藤沢徹夫、蠍の仙太：竹井雅文、福永正憲、松営信男 |
| 第20話 | 3月20日         | 祭り囃子が聞こえる            | 小川英、山田貴美子 | 松尾正武 | おきの：風祭ゆき、巻原市之進：睦五朗、杉森屋庄兵衛：森章二、小花屋：笹吾朗、但馬屋彦六：新城邦彦、泉好太郎、作蔵：井上茂、高橋浩二郎、壬生新太郎、奔田陵、永居光男、司裕介、加藤重樹、岡崎賢司、谷口靖子、西尾塁 |
| 第21話 | 3月27日         | お人好し                      | 小川英、蔵元三四郎 | 金鐘守   | 仁吉：中西良太、おけい：日向明子、稲毛主膳：田中浩、相模屋茂兵衛：森幹太、佐市：日高久、真田実、山口朱美、伊助：有島淳平、浪人：小峰隆司、家臣：志茂山高也、西山清孝、細川純一、小坂和之、木下通博、田井克幸、河本忠夫、石井洋充、浜田隆広、美松艶子、鈴川法子 |
| SP-3   | 4月3日          | 天保鬼ヶ島                    | 小川英、井川公彦   | 齋藤光正 | おみな：野村真美、水野越前守：鈴木瑞穂、後藤三右衛門：山田吾一、堀肥後守：小瀬格、大久保甚一郎：磯部勉、荒尾但馬守：中田浩二、赤鬼：関根大学、黒鬼：崎津隆介、青鬼：峰蘭太郎、春木屋銀兵衛：福山升三、兼蔵：冨家規政、霧島：桃山みつる、久遠利三、広瀬義宣、芝本正、中嶋俊一、波多野博、谷口孝史、石井洋充、杉山幸晴、池田謙治、大矢敬典、福中勢至郎、加藤寛治、滝野貴之、麻倉めぐみ、広瀬朋子 |
| 第22話 | 4月24日         | 与力の娘                      | 鈴木生朗           | 金鐘守   | 観音寺千鶴：森岡いづみ、お清：今井和子、平野屋重兵衛：田口計、池田大記：原口剛、下駄屋与吉：阿木五郎、梶山甚十郎：笹木俊志、新公：内田慎一、堤弥太郎：柴田善行、小泉敏生、床尾賢一、和田昌也、東孝、星野美恵子、富永佳代子 |
| 第23話 | 5月1日          | 海が匂う客                    | 鈴木生朗           | 山下耕作 | 波平：長門勇、権藤対馬：江見俊太郎、相原和次郎：石山律雄、唐津屋島兵衛：牧冬吉、浅井屋彦十(秋山彦十郎)：野口貴史、遠山二郎、川浪公次郎、西山清孝、司裕介、宮城幸生、壬生新太郎、高谷舜二、松原健司、山田良樹、竹井雅文、田辺ひとみ、富永佳代子 |
| 第24話 | 5月8日          | 道楽息子の涙                  | 小川英、渡辺良二   | 山下耕作 | 幸吉：西山浩司、鶴亀屋清兵衛：小島三児、浪花屋喜助：高野真二、龍神の仙八：黒部進、眉月新左：出水憲、高橋浩二郎、藤坂有希、木下通博、岡田和範、辻香次郎、宮永淳子、分寺裕美、中川峰男 |
| 第25話 | 5月22日         | しのぶ恋、忘れ貝              | 小川英、山田貴美子 | 金鐘守   | お久美：神保美喜、三好小平太：辰巳琢郎、牧野忠雅：土屋嘉男、秋山：遠藤征慈、浅尾定次：西山辰夫、長岡藩家臣：水上保広、畑中伶一、浜田隆広、島崎美樹、高橋満美 |
| 第26話 | 5月29日         | 夢之介が殺した女              | 小川英、中野顕彰   | 上杉尚棋 | お絹：三原じゅん子、秋田屋：小沢象、神谷政孝：高桐真、弥五郎：草見潤平、加納屋：江並隆、喜助：結城市朗、貞次：中嶋俊一、神田の町衆：大木晤郎、神谷の用人：谷口高史、おいね：杉山紗月、久仁亮子、芝城弘、武藤槙一、保坂亜耶、小峰隆司、藤長照夫 |
| 第27話 | 6月12日         | 次郎吉捨身の反撃              | 小川英、胡桃哲     | 金鐘守   | 音蔵：伊藤高、兵頭修理亮：川合伸旺、音蔵の子分：中田譲治、重役：芝本正、清六：高井清史、兵頭の用人：峰蘭太郎、西山清孝、大矢敬典、池田謙治、利吉：森山陽介、菊池香理、奔一龍、井上昭 |
| 第28話 | 6月19日         | 片思い恋の絵草紙              | 鈴木生朗           | 金鐘守   | ゲン：保坂尚輝、米倉織部正：西沢利明、小松屋五兵衛：森幹太、孝助：益富信彦、安田与四郎：石倉英彦、柳水亭観月(木村宗助)：邦保、銀次：端田宏三 |
| 第29話 | 7月3日          | 次郎吉花火                    | 佐藤五月           | 上杉尚棋 | おとせ：浅野愛子、三次：塩屋俊、望月大学：深江章喜、柏木定九郎：伊藤敏八、重役：溝田繁、旗本黄羽織組：木下通博、旗本黄羽織組：上野秀年、旗本黄羽織組：浅田祐二、大江土佐守：川浪公二郎 |
| 第30話 | 7月10日         | 生き別れ、思いの糸            | 和久田正明         | 金鐘守   | お吟：白都真理、流れ星の秀次：速水亮、加賀爪外記：高城淳一、嶋屋幸太郎：下塚誠、嶋屋：石浜祐次郎、加賀爪の家臣：下元年世、山城屋番頭：須永克彦、美濃屋万吉：波多野博、金蔵：広瀬義宣、竹村愛美 |
| 第31話 | 7月24日         | 夏の嵐                        | 小川英、中野顕彰   | 齋藤光正 | 深谷路俊：大出俊、米：日下由美、暗闇の源太郎：三角八朗、極楽亭女将：森あつこ、酒井教授：中西宣夫、熊木半兵衛：木谷邦臣、浪人：波多野博、駕籠屋人足：谷口孝史、同心：白井滋郎、西山清孝、大矢敬典、司裕介、河本忠夫、鈴川法子 |
| 第32話 | 8月14日         | 信玄谷の忍び花                | 鈴木生朗           | 小澤啓一 | 茜：黒田福美、島田屋利兵衛：長谷川明男、川津能登守：田口計、陣場多聞：内田勝正、又七：螢雪次朗、島田屋番頭：河野実、川津の家来：志茂山高也、旅籠主人:遠山金次郎、千代姫：麻倉みぐみ、畑中伶一、竹井雄文、田中千絵 |
| 第33話 | 9月11日         | 次郎吉に惚れた男              | 小川英、中野顕彰   | 小澤啓一 | 猫足の文造(捨て猫の文造)：藤木悠、河原政孝：中野誠也、村井宗山：西田健、越後屋清兵衛：江見俊太郎、利一：中山昭二、おしま：三浦徳子、石舟：山内健太郎、白井滋郎、木下通博、小坂和之、小泉敏生 |
| 第34話 | 9月18日         | 参上!女目付                   | 和久田正明         | 齋藤光正 | 片倉ひづる：北原佐和子、片倉監物：滝田裕介、竜崎左内：和崎俊哉、小池裕之進：佐久田修、筑前屋：福山升三、お柳：鈴鹿景子、藤松：根岸一正、渡辺外記：波田久夫、玉生司朗、伝法三千雄、有島淳平 |
| SP-4   | 10月2日         | おりん無惨!今蘇る関が原の戦い | 小川英、山田貴美子 | 金鐘守   | 綾(宇喜多綾乃)：有森也実、お美津の方：本阿弥周子、三浦美作守義竜：御木本伸介、徳川家斉：長谷川哲夫、沢平：畠山久、浜川：朝比奈順子、太田孫九郎：堀内正美、慈念：田中浩、服部順之進：辻萬長、宇喜多秀家：奥村公延、光照寺の僧侶：井上茂、高並功、杉山幸晴、浪人：福本清三、医者：波多野博、浪人：藤長照夫、壬生新太郎、森山陽介、大奥の女中：田原美紀、山田麻起子、菊池香理、柿本倫、田野由紀子、山田良樹、高橋弘志、岡西俊、春藤真澄、少女時代の綾乃：小野恵未 |

### 第2シリーズ
| 話数   | 放送日         | サブタイトル      | 脚本               | 監督     | ゲスト |
| ------ | -------------- | ----------------- | ------------------ | -------- | --- |
| SP-1   | 1991年 10月8日 | みちのく忠臣蔵    | 小川英 井川公彦    | 金鐘守   | 相馬大介：堤大二郎 関前操：鳥越マリ 安倍豊後守安治：大出俊 津軽寧則：宗方勝巳 南部利清：長谷川初範 岡村義勝：堀内正美 霧丸十兵衛：堀田真三 渡良助：吉岡祐一 久蔵：石倉英彦 ならず者：重久剛一 将軍 家斉：水上保広 関前朝之助：谷口孝史 早道の者：勝野賢三 津軽藩家臣：大木晤郎 ：白川浩二郎 ：五十嵐義弘 ：野土晴久 ：森山陽介 ：有島淳平 ：福中勢至郎 ：岡田和範 ：小船秋夫 ：高見裕二 ：河田洋志 ：桂登志子 お初：未來貴子 土居近江守勝秋：夏八木勲                      |
| 第1話  | 10月15日       | 偽りの花嫁        | 和久田正明         | 齋藤光正 | おとき：大塚良重、小平次(喜三郎)：伊吹剛、三国屋仙右衛門(田川仙右衛門)：小林勝彦、仇吉(作次郎)：伊藤敏八、朝吉：丹古母鬼馬二、幸兵衛：佐々山洋一、日野屋：須永克彦、金貸し：疋田泰盛、猫八：福本清三、蜂助：中嶋俊一、西山清孝、西尾塁、中西良太、田辺ひろみ |
| 第2話  | 10月22日       | 私が惚れた男      | 小川英、胡桃哲     | 齋藤光正 | お葉：余貴美子、血糊の政五郎：佐藤仁哉、大黒屋軍兵衛(霞の軍兵衛)：原田清人、甚左：浜田寅彦、土杵の弥七：高桐真、藤助：成瀬正孝、菊次：江幡高志、吉蔵：志茂山高也、波多野博、東村元行、泉好太郎、遠山金次郎、田中勲、小谷浩三、小林鈴賀、小野朝美 |
| 第3話  | 10月29日       | 情け深川えんま橋  | 鈴木生朗           | 金鐘守   | 清次：宮下直紀、おのぶ：日向明子、五味源造：亀石征一郎、鳥居大学：田中浩、飯田屋庄兵衛：幸田宗丸、仁平：阿木五郎、福島屋佐平：石浜祐次郎、やくざ：小峰隆司、留吉：上野秀年 |
| 第4話  | 11月5日        | 春遠からじ        | 小川英、山田貴美子 | 金鐘守   | おすが(おすみ)：速水典子、おみつ：塙紀子、森藤十郎：磯部勉、長沢佑庵：うえだ峻、徳松：草見潤平、木崎：高橋浩二朗、矢市：西園寺章雄、浜田雄史、柳川昌和、松本圭昌、細川純一、武田てい子、及川佳奈、内藤康夫、池田謙治 |
| 第5話  | 11月12日       | 男泣き、別れ町    | 和久田正明         | 松尾正武 | 又八：ベンガル、りつ：北原佐和子、三原主水正：伊東達広、江川小太夫：唐沢民賢、近江屋：小笠原弘、おちか：林美里、岡田洪志、山田永二、勝見和也、桑田乃梨子 |
| 第6話  | 11月19日       | 神様が憎い!       | 小川英、井川公彦   | 松尾正武 | 国松：西山浩司、佐伯主膳：原口剛、木曽屋藤兵衛：福山升三、福島屋理左衛門：佐竹明夫、甚左：浜田寅彦、伊助：新城邦彦、宇佐見大五郎：笹木俊志、お静：新海百合子、お袖：武田京子、商人：入江慎也 |
| 第7話  | 11月26日       | 灯明台の灯を守れ  | 小川英、井川公彦   | 小澤啓一 | 久米蔵：土屋嘉男、三浦屋八左衛門：田口計、瀬川能登守宗昭：中田浩二、植村：曽根晴美、お糸(楓)：藤奈津子、伊与吉：中嶋俊一、増田大炊頭：西山辰夫、町田庄左衛門：田中弘史、幕閣：玉生司朗、幕閣：市川男女之助、酒屋主人：疋田泰盛、川本美由紀、河野元子、小坂和之、福中勢至朗、西山清孝、河本忠夫、石井洋充、窪田弘和、岡田和範 |
| 第8話  | 12月3日        | うわさの伊達男    | 鈴木生朗           | 小澤啓一 | お袖：石倭裕子、石川宗順：菅貫太郎、源次：工藤堅太郎、矢代民部：内田勝正、おひで：桂川京子、柏木文之助：有光豊、権藤小左衛門：溝田繁、芝居の座長：波多野博、利助：遠山次郎、木崎：高橋浩二朗、高井清史、森あつこ、稲泉智万、藤長照夫、高橋弘志 |
| 第9話  | 12月10日       | 子を思う闇        | 和久田正明         | 金鐘守   | 伊勢屋鹿蔵：織本順吉、むささびの伊之助：玉川伊佐男、おらん：三浦リカ、朝比奈弾正：高野真二、木戸仙十郎：森下哲夫、新吉：伊庭剛、暮坂主水：石倉英彦、団七：重久剛一、不孝松：上野淳、幕閣：大木晤郎、越前屋：有島淳平、お稲：広瀬朋子 |
| 第10話 | 12月17日       | おつや、涙の再会  | 小川英、胡桃哲     | 金鐘守   | 清吉：速水亮、黒崎出雲：永井秀明、河内屋喜左衛門：江見俊太郎、子竜：木村栄、坂井：芝本正、留吉：平岡秀幸、お美代：五代百絵、お銀：中條郷子、おとよ：富永佳代子、おしげ：田辺ひとみ、おさち：和気千枝、矢部義章、池田謙治、小谷浩三、藤枝政巳 |
| 第11話 | 1992年 1月7日  | 命がけ!鉄火肌の女 | 和久田正明         | 関本郁夫 | お銀：東てる美、鏑木蔵人：伊藤敏八、母里伊賀守長重：黒部進、室町屋和三郎：高桐真、柿沼監物：高峰圭二、樋口しげり、日高久、水上保広、佐々山洋一、西尾塁、牧野由未子、滝譲二、タンクロー |
| 第12話 | 1月14日        | 哀しみの刺客      | 鈴木生朗           | 金鐘守   | 政：宮崎達也、富田円心：西沢利明、市兵衛：上田忠好、板倉屋：松田明、島造：浜伸詞、仙十郎：福本清三、青木：木谷邦臣、浪人：笹木俊志、米蔵：はりた照彦、おまき：吉田哲子、細川純一、小坂和之、杉山幸晴、加藤重樹、奥田茂樹 |
| 第13話 | 1月21日        | ツいてない男      | 小川英、蔵元三四郎 | 関本郁夫 | 銀次：河原崎建三、近藤主膳：小林勝彦、榎本金吾：中田博久、お鶴(およね)：田中雅子、お浜：志乃原良子、井筒文之進：筒井巧、大野屋惣兵衛：松熊信義、与平：出水憲、横田：有川正治、大矢敬典、司裕介、福中勢至郎、山田良樹、山下槙司、佐野聖也、志茂山高也、森山陽介、高見裕二、床尾賢一、山田永二 |
| 第14話 | 1月28日        | うたかたの晴れ着  | 和久田正明         | 齋藤光正 | おかよ：小林綾子、お政：三浦リカ、相良錦之助：菅貫太郎、中村七之丞：津村鷹志、杢兵衛：穂高稔、片岡小太夫：井上博一、十左：江幡高志、三州屋房吉：牧村泉三郎、疋田泰盛、志茂山高也 |
| 第15話 | 2月4日         | 泣くな、真四郎    | 小川英、南賀明子   | 齋藤光正 | 青木千鶴：藤吉久美子、谷川甚十郎：外山高士、早瀬勝人：井上高志、和泉屋：金井大、大野：遠藤征慈、青木主膳:芝本正、三次：井上茂、和泉屋の番頭：新城邦彦、呉服屋主人：有島淳平、石井文之進：中嶋俊一、峰蘭太郎、藤沢徹夫、木下通博、河合綾子、八田はな：風見章子 |
| 第16話 | 2月11日        | 女賊ざんげ        | 鈴木生朗           | 井上泰治 | おこん：岡まゆみ、矢部将監：御木本伸介、矢部敬之助：沖田さとし、本田十内：下元年世、大屋武太夫：入江慎也、江崎：西園寺章雄、市川男女之助、東竜子、鈴木修平、湯山仙宗、岡村嘉孝 |
| 第17話 | 2月18日        | 暗闘              | 名倉勲             | 金鐘守   | おえん：伊藤智恵理、西海屋九兵衛：久富惟晴、大久保備後守：石橋雅史、源造：堀田真三、猿の仙次：野口貴史、文造：田中弘史、内田多聞：はりた照久、室田市之進：有川正治、志茂山高也、山田永二、壬生新太郎 |
| 第18話 | 2月25日        | 花の吉原大脱走    | 和久田正明         | 齋藤光正 | 小紫：鈴鹿景子、万字楼丹兵衛：穂積隆信、堀田備中守：原口剛、お徳：大方斐紗子、三雲：小野沢知子、染川：マキノ佐代子、糸平：広世克則、作次郎：寺下貞信、舟木兵庫助：水上保広、おはつ：武田京子、谷口高史、田辺ひろみ、高見裕二、勇家寛子、榊原千恵、前田有里紗、荒井千賀子 |
| 第19話 | 3月3日         | 奇妙な娘          | 小川英、井川公彦   | 金鐘守   | 幸吉：木場勝己、おちか：安孫子里香、観月堂久兵衛(金蔵)：頭師孝雄、貫井徳治郎：小沢象、源六：平岡秀幸、蓑吉：日高久、お糸：宮田圭子、木崎：高橋浩二朗、西川：河本忠夫、中間：真山章志、泉好太郎、司裕介、小坂和之、内藤康夫 |
| 第20話 | 3月10日        | 名のない女        | 小川英、山田貴美子 | 齋藤光正 | 花蝶(お弓/お清)：岩本千春、片桐七五三之助：江見俊太郎、志摩屋要次郎(火桜小僧)：山本紀彦、佐野了慶：有島淳平、手代：五十嵐義弘、用心棒：木谷邦臣、大矢敬典 |
| 第21話 | 3月17日        | 裏入学をあばけ!   | 小川英、南賀明子   | 金鐘守   | 幸吉：中垣克麻、宇田川清一郎：金杉太朗、宇田川宗石：原田清人、増富屋重兵衛：田口計、利助：唐沢民賢、お豊：前沢保美、津村屋：北見唯一、寺子屋の先生：楠年明、山野井：出水憲、太田黒：関根大学 |
| SP-2   | 3月24日        | 国盗り夢物語      | 小川英、山田貴美子 | 金鐘守   | 神谷転：金田賢一、お蝶：野村真美、河野瀬兵衛：宗方勝巳、仙石道之助：黒田隆哉、仙石左京：亀石征一郎、松平周防守：御木本伸介、常真院：中島ゆたか、雪乃浦：樋口しげり、岩田典膳：荒木しげる、露月：須永克彦、夜叉丸：石倉英彦、竹丸：伊庭剛、葛丸：重久剛一、木崎：高橋浩二朗、渡辺角太夫：森下鉄朗、河野於糸：本間由美 |
| 第22話 | 4月21日        | 翔べ!見習い同心   | 名倉勲             | 金鐘守   | 河村小十郎：鼓太郎、牧野但馬守：田中浩、大和屋平兵衛：川辺久造、河村七十郎：田畑猛雄、庄八：多賀勝、おきみ：林美里、おふく：本間由美、中谷源之進：笹木俊志、喜三郎：司裕介、大和田新九郎：藤沢徹夫 |
| 第23話 | 5月26日        | 命かけての恋で候  | 鈴木生朗           | 矢田清巳 | おぎん：神保美喜、佐垣梅之助：並木史朗、片倉修理：黒部進、因州屋庄兵衛：幸田宗丸、平岡秀幸、小峰隆司、木下通博 |
| 第24話 | 6月9日         | 密造酒を追え!     | 小川英、北川哲史   | 矢田清巳 | 清兵衛：中西良太、おしの：加藤由美、伊勢屋惣左衛門：前田昌明、浜名典膳：中田浩二、浅井小十郎：松本朝生、升屋善右衛門：佐々山洋一、沢田：加納健次、高田屋：国田栄弥、松蔵：勝野賢三、木崎：高橋浩二朗、疋田泰盛、矢部義章、小坂和之、林哲夫、上野秀年、河本忠夫、北村昭男、石井洋充、小泉敏生、藤枝正巳、松尾裕之、前川恵美子 |
| 第25話 | 6月16日        | 悪女の秘めごと    | 和久田正明         | 関本郁夫 | 内藤浜路：蜷川有紀、三沢逸平：山内としお、三沢弥生：日下由美、内藤伊賀守：小笠原良知、羽黒の丹兵衛：浜田晃、滝譲二、谷口孝史、奔田陵、波多野博、浦野真彦、朝倉一、桑田乃梨子、河合綾子 |
| 第26話 | 6月23日        | 俺は天下の大悪党  | 小川英、胡桃哲     | 関本郁夫 | 仁吉：三ツ木清隆、お美乃：塙紀子、南野源四郎：小林勝彦、素っ破の権次郎：市川好郎、文太：赤城太郎、仲居：五代百絵、千次：平岡秀幸、伊之助：大矢敬典 |
| 第27話 | 7月7日         | 北町恋ごよみ      | 石村嘉子           | 原田雄一 | しの：麻丘めぐみ、彦右衛門：工藤堅大良、鬼塚権十郎：外山高士、源次：岡部征純、住職：徳田興人、小太郎：八百坂圭祐、加助：遠山二郎、近江屋吉兵衛：大木晤郎、赤石宗聡、北野真也、山田裕一、高谷舜二、畑中伶一 |
| 第28話 | 7月14日        | 見破られた次郎吉  | 小川英、中野顕彰   | 原田雄一 | お久：芦川よしみ、卯之吉：中野誠也、宗吉：西川忠志、伊勢屋藤兵衛：高城淳一、佐久間出羽守：仙波和之、金井：田中弘史、遠山金次郎、司裕介、山田良樹、東孝、池田謙治、木下通博、曽呂利之、浅田祐二、床尾賢一、川鶴晃裕、林哲夫、松本新一郎、山根誠示 |
| 第29話 | 7月21日        | 見えぬ疫病神      | 元生茂樹           | 金鐘守   | 桜井新十郎：横光克彦、讃岐伊予守：川合伸旺、室井玄斎：幸田宗丸、近江屋：福山升三、酒井肥後守：西山辰夫、桶屋浅吉：上野淳、お駒：阿部朋子、治兵衛：北見唯一、幕閣A：伊波一夫、幕閣B：中西宣夫、峰蘭太郎、細川純一、有島淳平、白井滋郎、はりた照久、山崎博之、萬代穀、田中義章、荒木恵美、河合綾子、金森かおり、椿竜二、和田昌也、大矢敬典（ノンクレジット）、小船秋夫（ノンクレジット）、加藤重樹（ノンクレジット）、西村純一（ノンクレジット）、森山陽介（ノンクレジット） |
| 第30話 | 7月28日        | 殿様は盗っ人上り  | 鈴木生朗           | 金鐘守   | 槙原右京太夫：風間杜夫（二役）、美保の方：北原佐和子、萩江：佐藤恵利、堀甚左衛門：堀内正美、槙原式部：南条弘二、川俣外記：穂高稔、飯田平蔵：岩尾正隆、赤城屋市兵衛：高桐真、大矢敬典、小船秋夫、加藤重樹、西村純一、森山陽介 |
| 第31話 | 8月18日        | 女泥棒の悪い癖    | 和久田正明         | 井上泰治 | お富：伊藤美由紀、八兵衛：今福将雄、綱木主水正：田中浩、狐火の伝八：中田博久、猫八：丹古母鬼馬二、月山：阿波地大輔、金次郎：松田明、福本清三、木谷邦臣、滝野貴之、浜崎涼子 |
| 第32話 | 8月25日        | 夢之介が賭けた男  | 小川英、中野顕彰   | 井上泰治 | 仁吉：冨家規政、お絹：藤奈津子、若狭越中守：遠藤征慈、俵屋伍平：西山嘉孝、久造：森章二、木下：小池雄介、熊：青島健介、当銀長太郎、大橋壮多、遠山金次郎、武士：波多野博、大矢敬典、加藤三彦、和気千枝、壺ふり女（ふだしのおかよ）：鈴川法子 |
| 第33話 | 9月1日         | 壺ふり女医者      | 和久田正明         | 金鐘守   | 神崎ちづる：友里千賀子、水戸犬千代：立川三貴、勇五郎：河原崎次郎、松田十太夫：溝田繁、多羅尾内膳：谷口高史、佐渡吉：中嶋俊一、井筒屋：疋田泰盛、司裕介、森山陽介、加藤聡志、加藤重樹、藤田千代美、朝倉めぐみ、都築俊、谷口靖子、松村直美 |
| 第34話 | 9月15日        | 夢之介最大の危機  | 小川英、胡桃哲     | 金鐘守   | お新：伊藤美紀、金村主膳：黒部進、五月雨の紋三：曽根晴美、暗闇の権助：原口剛、源助：石倉英彦、片桐：志茂山高也、菊次：井上茂、役人：稲泉智万、えんまの客：安藤彰則、えんまの客：岡田利範 |

## 特記事項
- オープニングの表題は第1シリーズが白、第2シリーズが黄色の文字で表記された。第1シリーズ第10話までは八百八町夢日記の下部に「隠密奉行とねずみ小僧」と表記されたが、次の第11話からは「隠密奉行とねずみ小僧」の表記がなくなっている。また、オープニングテーマ前に榊原と次郎吉の紹介コメントも第1シリーズ第11話から第14話と三郎三が登場しなかった第15話から第19話は省略されている。
- 1975年10月5日から1976年3月28日まで日本テレビ系で毎週日曜日21:00 - 21:54に放送された『十手無用 九丁堀事件帖』（東映制作、高橋英樹主演）の主人公の名前も「榊夢之介」であるが、双方の作品に関連性は全く無い。ただし、名前の引用の事実があったか否かは不明。
- 2007年にエスピーオーからスペシャル版を除くレギュラー放送でのエピソードを収録した20枚組のボックスDVDが、2009年にはエムスリイエンタテインメントからDVD-BOX2タイトルがそれぞれ発売されたが、いずれも収録話全て一部のシーンがカットされ次回予告も収録されていない不完全な形での収録である。発売元のエスピーオー、エムスリイエンタテインメント共DVD化するにあたって使用されたプリントの出所等については言及されていない。
- BS日テレで2014年12月24日から2015年9月9日まで月曜から金曜の18:00 - 18:54にニュープリントリマスターで放送された。（2016年10月11日から2017年1月24日まで2度目の再放送が行われた。）（『長七郎江戸日記』と交互に再放送が行われた。）2019年1月29日から5月9日の月曜から金曜の10:00 - 10:54に3度目の再放送が行われた。なお、第1シリーズ第13話が欠番扱いとされている。また、その後も4度目（2021年4月5日から10月4日の月曜から金曜の18:00 - 18:55）・5度目（2024年7月17日 - 10月25日の月曜から金曜の12:00 - 12:55）・6度目（2025年4月30日 - の月曜から金曜の10:00 - 11:00）と断続的に再放送が行われている。